# Hyles cyparissiae
Hyles cyparissiae är en fjärilsart som beskrevs av Jacob Hübner 1805. Hyles cyparissiae ingår i släktet Hyles och familjen svärmare. Inga underarter finns listade i Catalogue of Life.